# Langhus (przystanek kolejowy)
Langhus – kolejowy przystanek osobowy w Langhus, w regionie Akershus w Norwegii, jest oddalony od Oslo Sentralstasjon o 20,77 km. Leży na wysokości 111,3 m n.p.m.

## Ruch pasażerski
Należy do linii Østfoldbanen. Jest elementem - kolei aglomeracyjnej w Oslo - w systemie SKM ma numer 500. Obsługuje lokalny ruch między Oslo Sentralstasjon i Ski. Pociągi odjeżdżają co pół godziny; część pociągów w godzinach poza szczytem nie zatrzymuje się na wszystkich stacjach. 

## Obsługa pasażerów
Wiata, automat biletowy, parking na 51 miejsc, parking rowerowy, przystanek autobusowy. Odprawa podróżnych odbywa się w pociągu.